# Stipo

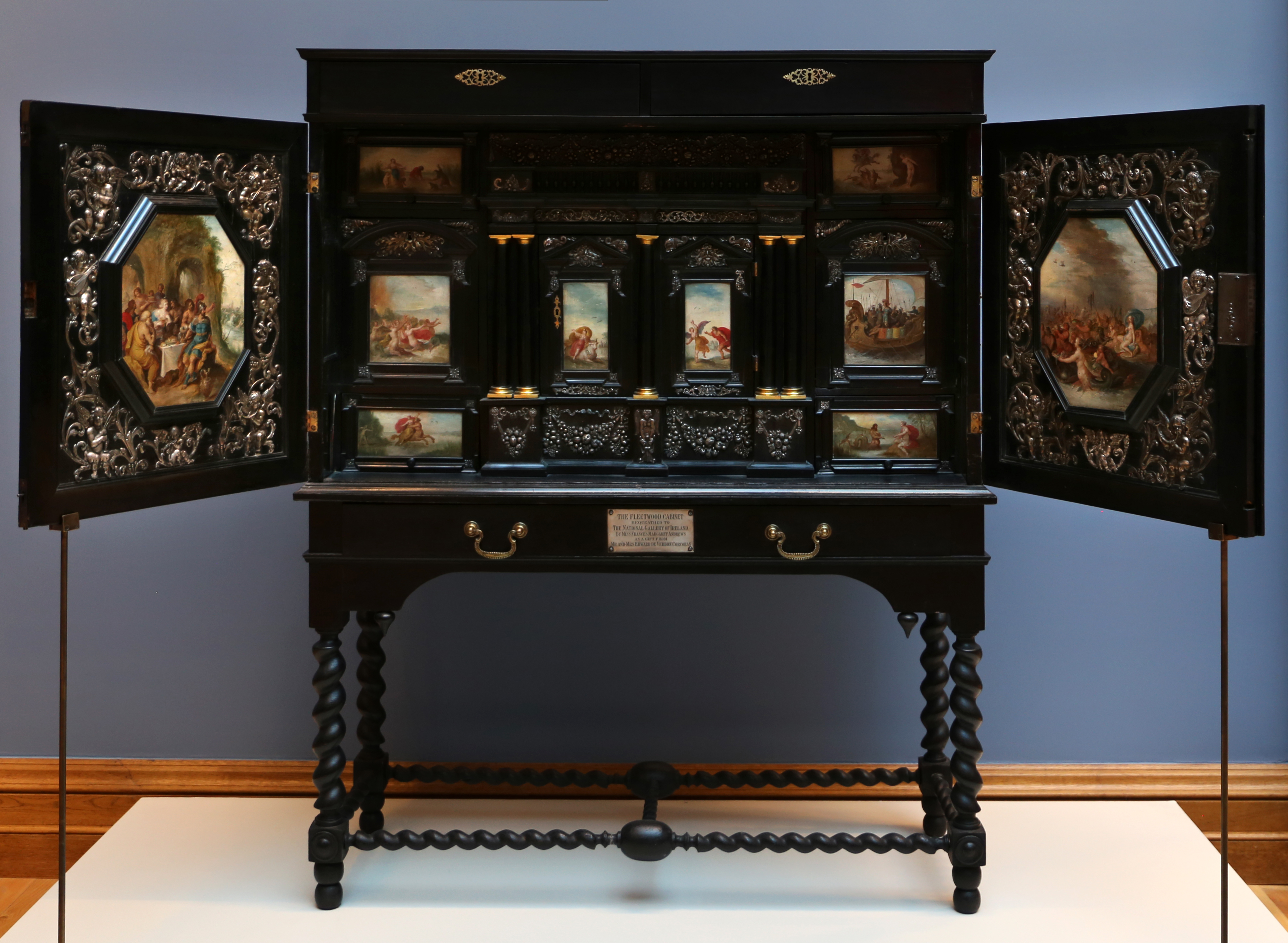
Stipo in ebano con miniature di Frans Francken II e bottega, 1630-39 ca., National Gallery of Ireland

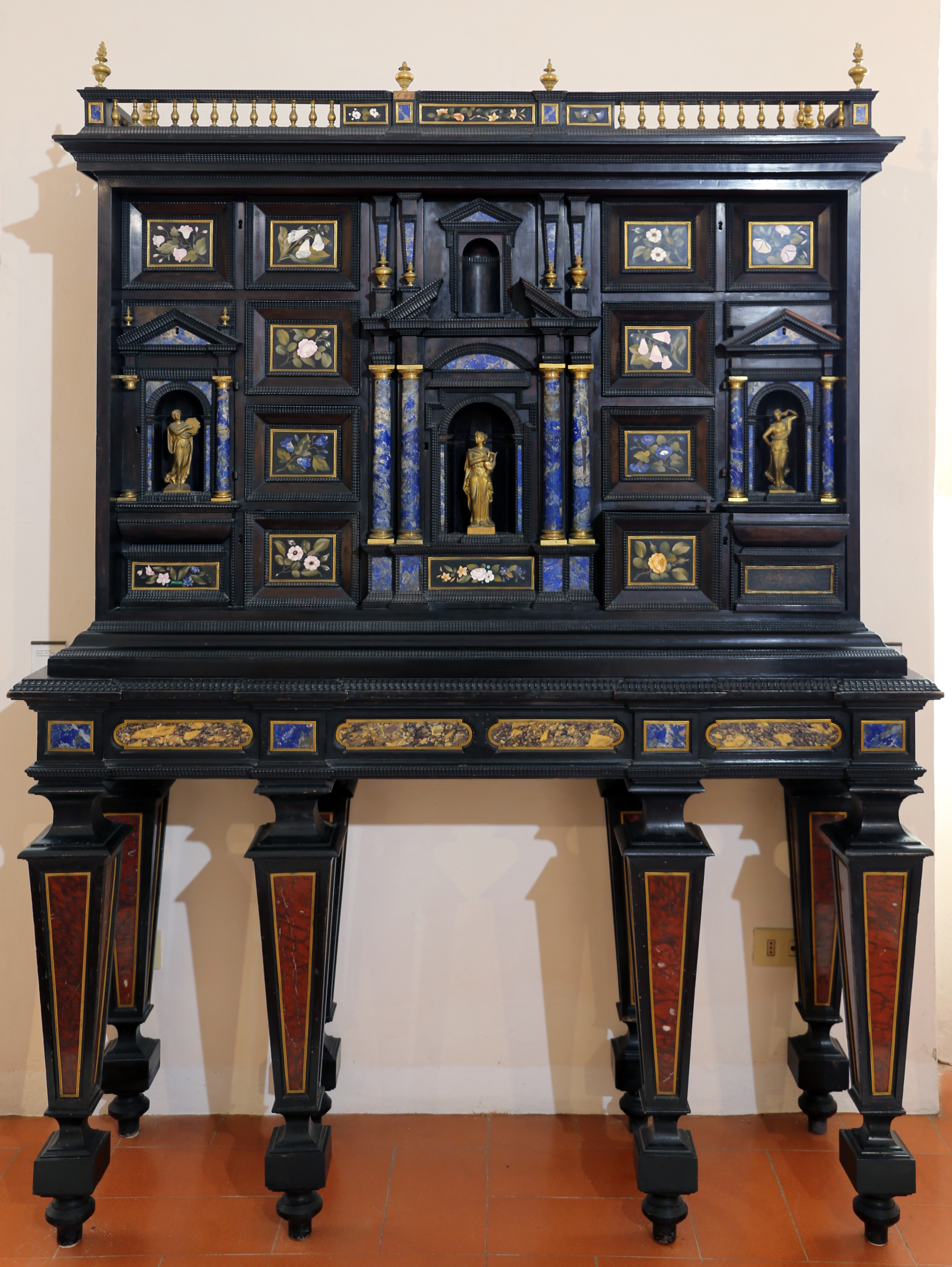
Botteghe granducali di Firenze, stipo impiallacciato in ebano, con intarsi in pietre dure e bronzetti, XVII secolo

Lo stipo è un pezzo di mobilio usato per riporre ("stipare") oggetti d'uso domestico, biancheria e anche provviste. 

## Storia
Molto comune dall'antichità fino all'Ottocento, aveva una forma per lo più di parallelepipedo dotato di sportelli, scomparti e cassetti, e di solito veniva poggiato direttamente in terra o su un tavolino o ripiano.
Tra Cinque e Seicento si produssero alcuni degli stipi più finemente decorati, dotati di sculture, rilievi, intarsi in legno, avorio, madreperla o pietre dure, applicazioni in bronzo e altri metalli. Un tipo particolare è lo stipo a "bambocci", in uso a Genova e in Liguria dal 1560 e poi diffuso in tutta l'Italia settentrionale, caratterizzato dalla decorazione con statuine intagliate nel legno. 
Il Badminton cabinet, stipo prodotto a Firenze nel 1726-32 e intarsiato di pietre dure per Henry Somerset, terzo duca di Beaufort, per la sua dimora Badminton House, è il pezzo di mobilio più costoso mai passato in asta.